# Чикуламаємбе
Чикуламає́мбе (англ. Chikulamayembe) — традиційна громада у складі дистрикту Румфі Північного регіону Малаві.
Населення — 70421 особа (2018).